# Kunibande, Mulbagal
Kunibande là một làng thuộc tehsil Mulbagal, huyện Kolar, bang Karnataka, Ấn Độ.